# フジテレビ月曜7時30分枠の連続ドラマ
フジテレビ月曜7時30分枠の連続ドラマ（フジテレビげつようしちじさんじっぷんわくのれんぞくドラマ）は、かつてフジテレビ系列全国ネットとして月曜19:30から20:00(JST)に設けられていた連続テレビドラマの放送枠である。
なお中断中に放送されたアニメに関しては、

## 歴史
この枠最初の連続テレビドラマ番組は、開局翌日の1959年3月から3か月間放送された『花の家族』だった。その後は海外ドラマ『ローン・レンジャー』などを放送、同年7月から半年間は『新吾二十番勝負』を放送し、中断を置きながら海外ドラマ『アイ・ラブ・ルーシー』とプロレスドラマ『チャンピオン太』を放送した。その後は海外作品『カレン』を放送し、3か月間挟んで、時代劇『快傑黒頭巾』を放送するが、日曜夜7時枠の手塚治虫アニメ『W3』と、開始わずか1か月で枠交換となる。
そして『W3』の次番組として、同じ手塚原作・ロッテ一社提供の特撮ドラマ『マグマ大使』がスタート。一躍ヒット番組となり、第一次怪獣ブームの火付け役となる。その後『わんぱくフリッパー（第1期）』を挟んで、再び特撮ドラマ『怪獣王子』を放送するが同作で連続ドラマは中断、この後はアニメを放送し、1969年4月から21時枠の帯番組『スター千一夜』と『お茶の間寄席』が移動して、12年半に渡る「『スタ千』+α」体制となる。
1981年9月の「『スタ千』＋α」体制の終了に伴い、連続ドラマの放送が再開。「ytv制作・日本テレビ系」で放送された長谷川町子原作のリメイク作品『意地悪ばあさん』（ドラマ第3作）が再開第1作となり、同作は大ヒットし1年3か月続いた。しかし同作の後番組として放送された、同じ長谷川作品のリメイク版『エプロンおばさん』（主演：冨士眞奈美）は、『意地悪ばあさん』ほどヒットせず、さらに1982年4月からは、月曜20時台の強化のために本枠と統合して90分の単発ドラマ枠『月曜ドラマランド』を放送することなり、『エプロンおばさん』は19:00に移動し、本放送枠での30分の連続ドラマの放送は中断した。
『月曜ドラマランド』が終了し、20時枠に『志村けんのだいじょうぶだぁ』が開始した1987年11月より、19:30開始の30分連続テレビドラマが4年半ぶりに再開。おもにアイドル歌手主演のドラマを放送するようになる。しかし、1990年9月の『テニス少女夢伝説!愛と響子』終了と共に30分の連続テレビドラマの放送は終了。1990年10月以降は月曜19時枠と統合して1時間枠(ローカルセールスとし、現在放送中の『ネプリーグ』（関東地区のみ）に至るまでバラエティ番組が続いている。

## 放送されていた番組
▲マークは海外作品。

### 第1期（1959年3月 - 6月）
- 花の家族（1959年3月2日 - 5月25日）
- どんぐり家族（1959年6月1日 - 6月15日）

### 第2期（1959年9月 - 1963年4月）
- ローン・レンジャー（1959年9月7日 - 1961年3月13日）▲[1]
- 風雲新選組・近藤勇（1961年4月3日 - 6月26日）
- 新吾二十番勝負（1961年7月3日 - 12月25日）
- アイ・ラブ・ルーシー（1962年1月8日 - 9月）▲[2]
- チャンピオン太（1962年11月5日 - 1963年4月8日）

1963年4月からの1年9か月間は連続ドラマ枠中断。この間は『7時半だよクレージー』が放送された。

### 第3期（1965年1月 - 9月）
- カレン（1965年1月 - 9月）▲[3]

1965年10月からの3か月間は連続ドラマ枠中断。この間は『歌え!一億』が放送された。

### 第4期（1966年1月）
- 快傑黒頭巾（1966年1月）[4]

1966年2月からの5か月間は連続ドラマ枠中断。この間は『W3』が放送された。

### 第5期（1966年7月 - 1968年3月）
- マグマ大使（1966年7月 - 1967年3月）[5]
- わんぱくフリッパー（第1期）（1967年4月 - 9月）▲[6]
- 怪獣王子（1967年10月 - 1968年3月）[7]

1968年4月からの13年6か月間はドラマ枠中断。この間はアニメ『アニマル1』→『妖怪人間ベム』、帯番組『スター千一夜』などを放送。

### 第6期（1981年10月 - 1983年3月）
- 意地悪ばあさん(ドラマ第3作) (1981年10月 - 1982年12月)
- エプロンおばさん(1983年1月 - 1983年3月)[8]

1983年4月からの4年6か月間は連続ドラマ枠中断。この間は『月曜ドラマランド』が放送された。

### 第7期（1987年11月 - 1990年9月）
- オレの妹急上昇 (1987年11月 - 1988年3月)
- 花のあすか組! (1988年4月 - 9月) [9]
- ワイルドで行こう! BORN TO BE WILD (1988年10月 - 1989年3月)
- 青春オーロラ・スピン スワンの涙 (1989年4月 - 9月)
- 明日に向かって走れ! (1989年10月 - 1990年3月)
- テニス少女夢伝説!愛と響子 (1990年4月 - 9月)